# Шенгенски уговор
Шенгенски уговор је споразум ког је 14. јуна 1985. потписало пет европских држава (Белгија, Француска, Немачка, Луксембург и Холандија). Споразум је потписан на броду „Принцеза Мари-Астрид“ на реци Мозел, поред Шенгена, малог места у Луксембургу на граници Француске и Немачке.
По Шенгенском уговору, држављани државе потписнице могу се слободно кретати у било којој другој држави потписници не показујући било какав документ на граници (пасош, лична карта).
Циљ уговора је био да се укину и хармонизују гранични прелази између земаља потписница. У време потписивања, уговор није имао везе са Европском унијом (тада Европском заједницом), док то данас није случај.
Накнадне земље потписнице су донеле конвенцију којом се ограничава укупан број шенгенских држава на двадесет шест.
Познати су и примери привременог суспендовања овог уговора од стране неке државе потписнице, где она задржава (поново узима) право контроле докумената на граници (Француска 14. јул 2005)

## Чланство
- 19. јун 1990. Белгија, Француска, Немачка, Луксембург, Холандија
- 27. новембар 1990. — Италија
- 25. јун 1992. — Португалија, Шпанија
- 6. новембар 1992. — Грчка
- 28. април 1995. — Аустрија
- 19. децембар 1996. — Данска, Финска, Исланд, Норвешка, Шведска
- 1. мај 2004. — Кипар (још није имплементиран), Чешка, Естонија, Мађарска, Летонија, Литванија, Малта, Пољска, Словачка, Словенија
- 26. октобар 2004. — Швајцарска
- 2007 — Румунија и Бугарска
- 28. фебруар 2008. — Лихтенштајн
- 1. јул 2013. — Хрватска

## Имплементација држава у споразум
- 26. март 1995. – Белгија, Француска, Немачка, Луксембург, Холандија, Португал, Шпанија
- 1997. — Италија (26. октобар), Аустрија (1. децембар). Грчка (8. децембар) у теорији почиње да примењује споразум, али тек 2000. године у потпуности приступа споразуму и престаје са интерном контролом граница.
- 26. март 2000. – Грчка у потпуности приступила споразуму
- 25. март 2001. — Данска, Шведска, Финска, Норвешка, Исланд
- (21. децембар 2007. (датум је померен са претходно договореног 1.1.2008, због олакшавања путовања за празнике) копнене границе — Словенија, Мађарска, Чешка, Словачка, Пољска, Летонија, Литванија, Естонија, Малта, а од 29. марта 2008. и на аеродромима)
- 12. децембар 2008. – Швајцарска
- 19. децембар 2011. – Лихтенштајн[2]
- 1. јануар 2023. – Хрватска

Тренутно су 27 држава у потпуности чланице Шенгенског споразума.
Држављани мањих држава нечланица као што су Андора, Монако, Сан Марино и Ватикан и територије Гренланд и Фарска острва могу слободно да се крећу по државама потписницама Шенгенског споразума.